# Ophiomonas
Ophiomonas is een geslacht van slangsterren uit de familie Amphiuridae.

## Soorten
- Ophiomonas bathybia Djakonov, 1952
- Ophiomonas protecta (Koehler, 1904)
- Ophiomonas remittens (Koehler, 1922)